# Lemming Kirke
Lemming Kirke er en kirke i landsbyen Lemming i Silkeborg Kommune nord for Silkeborg.
Kirken består af skib og kor samt tårn mod vest. Skibet med bjælkeloft og koret med hvælving er fra romansk tid og har granitkvadre på sokkel med skråkant.
I 1727 blev murene sat om, hvorved alle oprindelige enkeltformer blev udslettet.
Tårnet, hvis underrum (med adgang i vestmuren) er våbenhus. Det er fra slutningen af det 18. århundrede og
af røde mursten. I fløjen står 'F.' og '1786' – F. for Chr. Fischer til Allinggaard. Altertavlen i renæssancestil er opbygget af et storstykke med fire søjler, der bærer et topstykke som indrammes af to søjler. I storstykkets tre felter er der tre malerier, som tilsammen danner motivet ”Den gode hyrde”. Maleriet i topstykket forestiller Helligånden i form af en due. Granitdøbefonten er romansk og prædikestolen i renæssancestil. Der er et pulpitur med åbning i vestgavlen ind til skibet; på gelænderet ses årstallet 1727.